# 서연 (오호 십육국)
서연(西燕, 384년 ~ 394년)은 오호십육국 시대 선비족(鮮卑族) 모용홍(慕容泓)·모용충(慕容沖)에 의해 건국된 나라이다. 국호는 연(燕)이며, 동시대의 다른 연과 구분하기 위해 서쪽에 있던 연나라라는 의미로 서연이라 부른다. 서연은 역사가 짧고 영향력이 적어 16국으로 꼽히지 않는 국가이다.

## 역사
370년에 전연(前燕)이 멸망한 후 전진(前秦)의 부견(苻堅)은 선비족 모용부를 대거 관중(關中)으로 이주시켰다. 이때 관중으로 이주된 모용홍·모용충 형제는 부견이 비수 대전(淝水大戰)에서 패배하자 관중에서 선비족을 이끌고 반란을 일으켰다. 모용홍은 장안(長安) 동부에서 도독섬서제군사·대장군·옹주목·제북왕(都督陝西諸軍事大将軍雍州牧濟北王)을 자칭하였고 모용충은 병주(幷州) 평양(平陽)에서 거병하였다.(384년) 일반적으로 이때부터 서연이 건국된 것으로 본다.
모용충은 토벌군에 의해서 격파되었으나 무리를 이끌고 모용홍과 합세하였고, 모용홍은 토벌군으로 온 부예(苻睿), 요장(姚萇) 등을 격파하고 전진의 수도 장안을 함락하기 위해 서쪽으로 진군하였다. 장안으로 진격하던 도중인 6월 경, 모용홍은 불만을 품은 부하에 의해서 살해되었고 동생 모용충이 추대되었다. 모용충은 전진군의 공격을 물리치며 장안으로 진격하여 아방성(阿房城)을 점령하였고 장안을 포위하였다. 385년 정월에는 아방성에서 황제에 즉위하였고 장안에 대한 포위 공격을 계속하여 6월 말에 부견·부굉 등이 장안을 탈출하자 장안을 점령하였다. 장안을 점령한 모용충은 장안을 수도로 하여 나라를 경영하려 하였으나 선비족들은 고향으로 돌아가기를 원해 386년 2월에 한연(韓延) 등이 모용충을 살해하고 단수(段随)를 옹립하였다.
단수도 곧 정변으로 살해되었고, 서연의 군벌 모용항(慕容恒)·모용영(慕容永) 등은 모용의(慕容顗)를 옹립하고 선비족 40여 만 명과 함께 고향으로 돌아가기 위해 장안을 버리고 이주를 시작하였다. 그러나 곧 내분이 일어나 모용의는 살해되고 모용항이 모용요(慕容瑤)를 옹립하였는데, 모용요는 곧 민심을 잃어 모용영이 세력을 잡았다. 모용영은 모용요를 죽이고 모용충(慕容忠)을 옹립하였다. 모용영과 모용충은 다시 이주를 시작하여 문희(聞喜)에 도착하였는데, 후연(後燕)의 모용수(慕容垂)가 황제에 즉위하였다는 소식을 듣고 이주를 멈췄다. 곧이어 6월에는 모용충이 살해되고 모용영이 옹립되었는데, 모용영은 모용수에게 사신을 보내 복속할 것을 표명하였다. 10월에는 전진의 부비(苻丕)에게 길을 빌려줄 것을 청하였으나 거절당하였고, 곧 부비와 전투를 벌여 크게 승리하였다. 승리한 모용영은 병주 남부 일대의 전진 세력을 일소하고 장자(長子)를 수도로 하여 황제에 즉위하였다.
서연은 병주 남부 일대를 지배하면서 동진(東晉)이나 후진(後秦)과 대립하였고, 후연이나 적위(翟魏)와 우호관계를 맺었다. 적위가 392년에 후연에게 멸망하자 모용영은 적위의 황제 적교(翟釗)의 망명을 받아들였는데 1년 뒤 적교가 모반을 꾀하였기 때문에 처형하였다. 393년 12월, 모용수가 서연을 공격하자 수개월 동안 전투를 치른 끝에 394년 8월에 멸망하였다.

## 같이 보기
- 선비족
- 오호

| 대수   | 묘호       | 시호                             | 성명           | 연호                     | 재위기간      |
| ------ | ---------- | -------------------------------- | -------------- | ------------------------ | ------------- |
| 제1대  | 숙종(肅宗) | 귀황제 (歸皇帝)                  | 모용홍(慕容泓) | 연흥(燕興) 384년         | 384년         |
| 제2대  | 고종(高宗) | 위황제 (威皇帝)                  | 모용충(慕容沖) | 경시(更始) 385년 ~ 386년 | 384년 ~ 386년 |
| 비정통 | -          | - <찬탈 군주>                    | 단수(段随)     | 창평(昌平) 386년         | 386년         |
| 제3대  | -          | 폐황제 (廢皇帝)                  | 모용의(慕容顗) | 건명(建明) 386년         | 386년         |
| 제4대  | -          | 민황제 (愍皇帝)                  | 모용요(慕容瑤) | 건평(建平) 386년         | 386년         |
| 제5대  | -          | 후주 (後主)                      | 모용충(慕容忠) | 건무(建武) 386년         | 386년         |
| 제6대  | -          | 말황제 (末皇帝) (하동공<河東公>) | 모용영(慕容永) | 중흥(中興) 386년 ~ 394년 | 386년 ~ 394년 |